# Wonderful Tonight
Singles de Eric Clapton
Lay Down Sally (en)
(1978)
Wonderful Tonight est une ballade de Eric Clapton incluse dans l'album de 1977 Slowhand, et sortie sous forme de single l'année suivante. Le titre a rencontré un succès modeste avec une 16e place dans les classements américains et une 30e au Royaume-Uni.
En 1988, lors du Concert hommage des 70 ans de Nelson Mandela, Clapton est le guitariste invité de Dire Straits, sauf pour cette chanson où Clapton est le guitariste-interprète et Dire Straits ses musiciens d'accompagnement.

## Contexte
Le 7 septembre 1976, Clapton écrit Wonderful Tonight pour Pattie Boyd alors qu'il attend qu'elle finisse de s'habiller pour aller à une soirée organisée par Paul et Linda McCartney.

## Classements

### Hebdomadaires
| Classement (1978–2009)                  | Meilleure position  |
| --------------------------------------- | ------------------- |
| Belgique (Flandre Ultratop 50 Singles)  | 5                   |
| Belgique (VRT Top 30 Flandre)           | 6                   |
| Canada (CHUM)                           | 16                  |
| Canadian Top Singles (RPM)              | 15                  |
| France (IFOP)                           | 3                   |
| Irlande (IRMA)                          | 13                  |
| Japanese International Singles (Oricon) | 1                   |
| Pays-Bas (Nederlandse Top 40)           | 3                   |
| Pays-Bas (Single Top 100)               | 2                   |
| Nouvelle-Zélande (RMNZ)                 | 26                  |
| Royaume-Uni (UK Singles Chart)          | 81(Studio)/30(Live) |
| US Billboard Hot 100                    | 16                  |
| US Billboard Adult Contemporary         | 39                  |

### Annuels
| Classement (1978)          | Position |
| -------------------------- | -------- |
| Canadian Top Singles (RPM) | 144      |

| Classement (1988)               | Position |
| ------------------------------- | -------- |
| Belgique (Ultratop 50 Flanders) | 39       |
| Pays-Bas (Dutch Top 40)         | 14       |
| Pays-Bas (Single Top 100)       | 9        |